# بيتر فيرا
بيتر فيرا (بالإسبانية: Peter Vera) (8 ديسمبر 1982 مونتفيدو الأوروغواي - ) هو لاعب كرة قدم أوروغواني يلعب كلاعب وسط.

## روابط خارجية
- بيتر فيرا على موقع الاتحاد الدولي (مؤرشف)  (الإنجليزية)
- بيتر فيرا على موقع قاعدة بيانات كرة القدم.إي يو (الإنجليزية)
- بيتر فيرا على موقع Soccerway.com (الإنجليزية)